# Tarcísio Scaramussa
Dom Tarcício Scaramussa, S.D.B. (Vargem Alta, 19 de setembro de 1950) é um bispo católico brasileiro, bispo de Santos.

## Biografia
Filho de Quirino e Crédia Dassié Scaramussa, nasceu na localidade de Prosperidade, em Cachoeiro de Itapemirim, hoje município de Vargem Alta no estado do Espírito Santo. Professou seus primeiros votos na Congregação dos Salesianos de Dom Bosco, aos 31 de janeiro de 1969. Fez a sua profissão perpétua aos 24 de janeiro de 1977. De 1969 a 1972 cursou as faculdades de Filosofia e Pedagogia na cidade de São João del Rei; de 1975 a 1977 a faculdade de Teologia, na mesma cidade mineira.
Em 1974 iniciou a pós-graduação em Orientação Educacional, na Universidade Católica de Minas Gerais e concluiu em 1976, na cidade de Belo Horizonte.
Foi formador no pós-noviciado, em São João del Rei, de 1978 a 1988; Diretor da Comunidade Religiosa: Instituto Salesiano Anchieta, em Jaciguá, de 1985 a 1988 e pároco na Paróquia Cristo Luz dos Povos, em Belo Horizonte, de 1989 a 1990.
Dom Tarcísio foi pároco da Paróquia São João Batista de Jaciguá, durante os anos de 1984 a 1988; Coordenador da Equipe de Responsáveis das Comunidades Eclesiais de Base, na Diocese de Cachoeiro de Itapemirim, de 1985 a 1988; do Conselho Inspetorial de sua congregação religiosa, de 1985 a 1991; Diretor do Instituto Regional de Pastoral Catequética, da Conferência Nacional dos Bispos do Brasil, Regional Leste II, de 1987 a 1996; fez parte da coordenação da Equipe Nacional de Pastoral Juvenil, de 1990a 1996.
Foi vice-provincial da Inspetoria São João Bosco e Coordenador do Desenvolvimento Educativo Pastoral Salesiano, em Belo Horizonte, de 1992 a 1996; Inspetor Provincial, de 1997 a 2002; Presidente da Conferência das Inspetorias Salesianas do Brasil, de 2000 a 2001; Membro da Diretoria da CRB Regional Leste II, em Belo Horizonte, de 2001 a 2002; Membro do Conselho Superior da União Brasiliense de Educação e Cultura Mantenedora da Universidade Católica de Brasília; foi conselheiro Geral para a Comunicação Social da Congregação dos Salesianos de Dom Bosco, em Roma, de 2002 a 2008.
No dia 23 de janeiro de 2008 o Papa Bento XVI o nomeou para bispo-auxiliar da Arquidiocese de São Paulo, com a sé titular de Ségia. Foi ordenado bispo pelo Cardeal Dom Odilo Scherer no dia 19 de abril de 2008, escolhendo como lema de vida episcopal: E HABITOU ENTRE NÓS!
Em 25 de junho de 2011 teve seu nome divulgado como membro da Comissão Episcopal Pastoral para a Cultura, Educação, Ensino Religioso e Universidades da CNBB.
O Papa Francisco o nomeou bispo-coadjutor da Diocese de Santos em 16 de julho de 2014, promovendo-o a bispo diocesano da mesma Diocese aos 6 de maio de 2015.

### Ordenações episcopais
Co-ordenante de:
- Dom Júlio Endi Akamine

## Estudos realizados
Ensino superior
- Filosofia: 1969-1972: Faculdade Dom Bosco de Filosofia, Ciências e Letras – São João del-Rei, MG.
- Pedagogia: 1969-1972: Faculdade Dom Bosco de Filosofia, Ciências e Letras – São João del-Rei, MG.
- Teologia: 1975-1977: Instituto Central de Filosofia e Teologia (UCMG) – Belo Horizonte – MG.

Pós-graduação lato-sensu
Especialização em Orientação Educacional: 1974-1976 – Universidade Católica de Minas Gerais (UCMG), Belo Horizonte – MG.

## Atividades eclesiais e religiosas
- Formador no pós- noviciado – São João del-Rei (1978-1988)
- Diretor da Comunidade Religiosa: Instituto Salesiano Anchieta, Jaciguá – ES (1985-1988) e Paróquia Cristo Luz dos Povos – Belo Horizonte – MG (1989-1990).
- Pároco da Paróquia São João Batista – Jaciguá – ES (1984-1988)
- Coordenador da Equipe de Responsáveis das Comunidades Eclesiais de Base – Diocese de Cachoeiro de Itapemerim – ES (1985-1988)
- Conselho Inspetorial (1985-1991)
- Diretor do Instituto Regional de Pastoral Catequética, da Conferência Nacional dos Bispos do Brasil – Regional Leste II (1987-1996)
- Coordenação da Equipe Nacional de Pastoral Juvenil (1990-1996)
- Vice- Provincial da Inspetoria São João Bosco e Coordenador do Desenvolvimento Educativo Pastoral Salesiano (DEPS) – Belo Horizonte – MG (1992-1996)
- Inspetor Provincial (1997-2002)
- Presidente da Conferência das Inspetorias Salesianas do Brasil – CISBRASIL (2000-2001).
- Membro da Diretoria da CRB Regional Leste II – Belo Horizonte – MG (2001-2002)
- Membro do Conselho Superior da UBEC – União Brasiliense de Educação e Cultura Mantenedora da Universidade Católica de Brasília
- Conselheiro Geral para a Comunicação Social – Congregação dos Salesianos de Dom Bosco – Roma (2002-2008)
- Responsável pelo Setor Juventude da Arquidiocese de São Paulo (2008-2014)
- Bispo auxiliar da Região Episcopal Sé na Arquidiocese de São Paulo (2008-2014)
- Vigário Geral “ad ínterim” na Arquidiocese de São Paulo (2012-2014)
- Bispo-coadjutor da Diocese de Santos (2014-2015)
- Bispo diocesano da Diocese de Santos (desde 2015)

## Atividades acadêmicas e profissionais
Professor no ensino fundamental e médio
- 1973 - Colégio Helvécio – Ponte Nova – MG.
- 1974 - Escolas Dom Bosco – Cachoeira do Campo - MG
- 1980-1984 – Instituto Salesiano Anchieta – Jaciguá – ES

Professor no ensino superior
- 1977 – Universidade Católica de Minas Gerais
- 1977 – Curso de Extensão na FAFI-BH
- 1978 e 1979 - Faculdade Dom Bosco de Filosofia, Ciências e Letras – São João del-Rei – MG

Orientador educacional e diretor de escola
- 1985-1988 – Instituto Salesiano Anchieta – Jaciguá – ES

## Publicações
- O sistema de Dom Bosco: um estilo de educação. São Paulo, Ed. Salesiana Dom Bosco, 1984 – 3ª.edição.
- O Sistema Preventivo de Dom Bosco: roteiros de iniciação. Belo Horizonte, CESAP, 1993.